# Ascotis fortunata
Ascotis fortunata är en fjärilsart som beskrevs av Charles Théodore Blachier, 1887. Ascotis fortunata ingår i släktet Ascotis och familjen mätare, Geometridae. Fyra underarter finns listade i Catalogue of Life, Ascotis fortunata azorica (Pinker, 1971),	Ascotis fortunata flavonigrata (Pinker, 1965), Ascotis fortunata fortunata (Blachier, 1887) och Ascotis fortunata wollastoni (Bethune-Baker, 1891).